# Emydura australis
Emydura australis är en sköldpaddsart som beskrevs av  Gray 1841. Emydura australis ingår i släktet Emydura och familjen ormhalssköldpaddor. Inga underarter finns listade i Catalogue of Life. Arten förekommer i det australiensiska territoriet Western Australia samt i Northern Territory och New South Wales.
Populationens taxonomiska status är omstridd. Enligt Reptile Database ingår den som synonym i andra arter av samma släkte.